# بوزاجليا سابينا
بوزاجليا سابينا هي كومونا (بلدية) في مقاطعة رييتي في منطقة لاتيوم الإيطالية، وتقع على بعد حوالي 50 كيلومترا (31 ميل) شمال شرق روما وحوالي 25 كيلومترا (16 ميل) جنوب شرق رييتي.
ومن بين المعالم في المدينة كنيسة سان نيكولا دي باري، والكنيسة الرومانية سانتو ستيفانو بروتومارتيري.